# Goetheanum

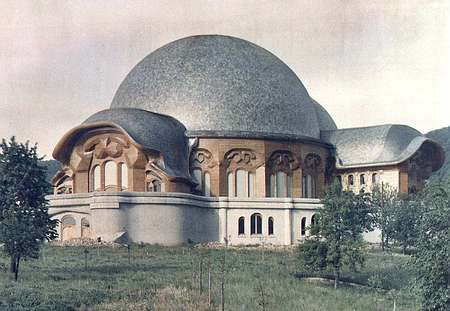
Az első Goetheanum (1913-1922)

A Goetheanum, az antropozófia központi épülete a svájci Dornachban, Bázeltől 10 km-re délre, a Jura-hegység festői környezetében áll.
Pontos megnevezése: Goetheanum Freie Hochschule für Geisteswissenschaft.

## Előzmények
- Rudolf Steiner az általa megálmodott, 1907 és 1910 között tervezett Johannesbau épületét eredetileg Münchenben szerette volna felépíttetni, ám az ottani hatóságok azt nem engedélyezték. Ekkor választotta Steiner leendő – misztériumdrámáinak is bemutatandó – helyszíneként Svájcot.

A színházi előadások, koncertek, konferenciák céljára tervezett kultúrközpont nevét Steiner négy misztériumdrámájának központi szereplőjéről: Johannes Thomasiusról kapta.

## Az első Goetheanum

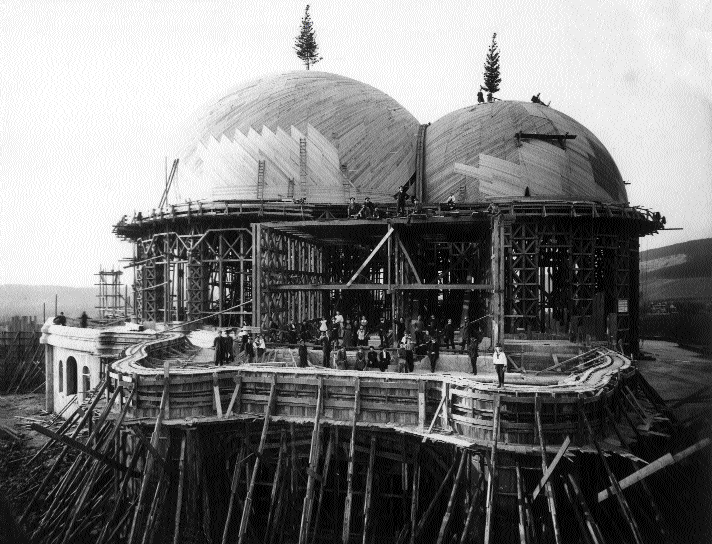
Az első Goetheanum 1914. április 1-jén

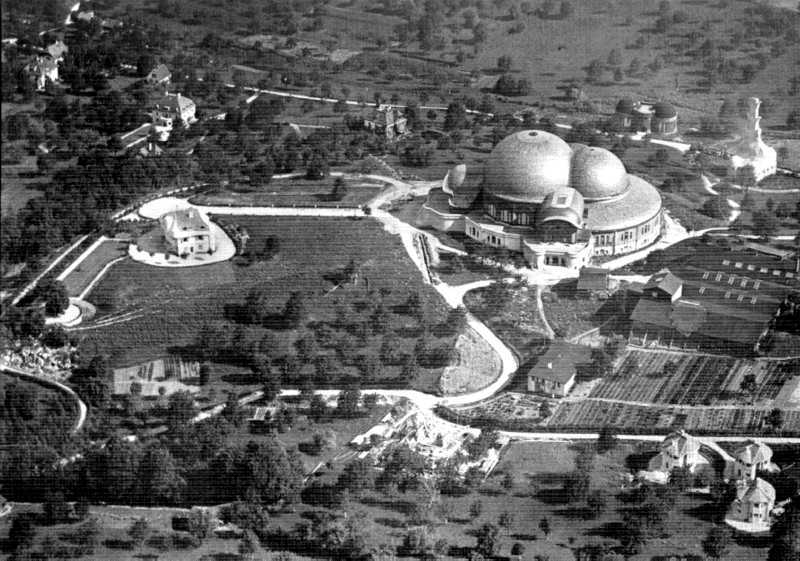
A Goetheanum kertje

- 1913. szeptember 20-án rakták le a Johannesbau, az antropozófia leendő központjának alapkövét, egy pentagon-dodekaédert, egy platóni testet, olyan helyszínen, amely valamikor druida szentély, őskeresztény misztérium-hely és misztikusok zarándokhelye volt.

Ezt a formájában egyedülálló épületet – az eredetitől némileg eltérően – is Rudolf Steiner tervezte.
Az építész Carl Schmid-Curtius volt.
Az építkezés alatt dúlt az első világháború, de az egymással háborúban álló nemzetek fiai Svájcban békés egyetértésben dolgoztak közös szellemi otthonuk felépítésén.
A kétkupolás épület alapja beton volt, a felépítmény és a kupolák fából készültek.
Az épület szimmetriatengelye kelet-nyugati irányú, akárcsak a régi katedrálisoké.
- 1914. április 1-jén, még az építkezés alatt tartották az épület felszentelését, mely
- 1918-ban kapta mai nevét, a Goetheanumot.
- 1920. szeptember 26-án volt az ünnepélyes megnyitó.

A belső teret a szivárvány színeiben játszó freskók és csodálatosan megmunkált, speciálisan csiszolt üvegablakok díszítették. A Nagyteremben álló faragott oszlopok – kétszer 7, különböző fából, melyek az ősbolygókat jelképezték – mind magukon viselték Steiner művészkezének nyomait.
Maga az épület az Allgemeine Anthroposophische Gesellschaft (Általános Antropozófiai Társaság) központja is lett, titkársággal, kiszolgáló helyiségekkel, könyvtárral. A könyvkiadó külön épületben kapott helyet.
Itt működik a Freie Hochschule für Geisteswissenschaft: a „Szellemtudomány (antropozófia) Szabad Főiskolája" is.
A 12 hektáros kert, mely biodinamikusan gondozott, nem öncélú; az itt termett gyümölcsöket, zöldségeket frissen, helyben árusítják, a gyógynövényekből a közeli Arlesheimben homeopatikus elven készített orvosságok készülnek, a festőnövények anyagát pedig például a Nagyterem freskóihoz használták fel. A kertben több melléképület funkcionál kiadóként, műteremként stb.
- 1922. december 31. Steiner este nyolc órai előadása után, szilveszter éjjelén a Goetheanum épülete a betonalapzatig leégett; fa felépítményéből, két kupolájából semmi sem maradt meg.

„Ez volt az épület értelme: Ige és Válasz, Logosz és Ember.” Ezt Rudolf Steiner mondotta a tragédia utáni reggelen Ludwig Polzer-Hoditz grófjának. És Steiner aznap már folytatta is előadás-sorozatát a Schreinerei-ben, az asztalosműhelyben, melyet emberfeletti mentés után a tűzvész megkímélt.
Itt maradhatott meg épségben Steiner Der Menschheitsrepräsentant (Az Emberiség Reprezentánsa) kilenc méter magas, fából faragott szobra, melyet Edith Maryonnal együtt készített. A szobor ekkor még az asztalosműhelyben volt, még dolgoztak rajta.
A mű Krisztust ábrázolja a keresztelő után, a két kísértés (Lucifer és Ahrimán) között, melyeket a pusztában átélt.
- 1923. Rudolf Steiner a második Goetheanum tervein dolgozik, melynek betonból készült tömbjéhez már más anyagot választott, más formákat, egy más kornak.
- 1924 márciusában mutatta be a második Goetheanum tervezett modelljét, melynek megvalósulását már nem érhette meg, egy év múlva meghalt. Az új nagyterem megformálására Steiner már nem készített sem modellt, sem vázlatokat.

### További épületek
- Glashaus (1914)
- Heizhaus (1914)
- Duldeck-ház (1915)
- Blommestein-ház (1919)
- Eurythmiehäuser (1920)
- Jaager-ház (1921)
- Trafostation (1921)

## A második Goetheanum
- 1925. Elkezdődik a második Goetheanum építése, immár betonból.

1926 Szent Mihály-napjára szerkezetkész lett az épület. Belső kialakítása azóta is folyamatosan zajlik.
- 1928 húsvétján avatták fel az új épületet.

Itt található Közép-Európa egyik legnagyobb színházterme, 1000 nézővel. Akárcsak elődjénél, itt is 7-7, immár betonból készült oszlop tartja mennyezetet, melynek 12 motívuma az emberiség szellemi fejlődését ábrázolja.
A színpad 23 méter széles, ugyanolyan magas, és 20 méter mély, Európában a legnagyobb.
A nagyteremben rendszeresen játsszák Steiner misztériumdrámáit, Goethe Faustját is, valamint euritmia-bemutatókat, koncerteket tartanak.
Az épületben van még egy kisebb színház-, és két kisebb előadóterem is, 450 illetve 200 és 180 férőhellyel, valamint könyvtár és archívum is.
Steiner Der Menschheitsrepräsentant szobrának végső elhelyezése már csak az új Goetheanum épületében vált lehetővé, a déli szárny ötödik emeletén.

### További épületek és bővítések
- Eurythmeum-Anbau (1924)
- Verlagshaus (1924)
- Schuurman-ház (1924)
- Südtreppenhaus (1930)
- Grundsteinsaal, az Alapkő terme (1952 és 1989)
- Grosser Saal, a Nagyterem (1956-57 és 1996-98)
- Nyugati bejárat (1962-64)
- Englischer Saal, 200 férőhely (1970)
- az Északi szárny kiépítése (1985-89)

### Képgaléria a második Goetheanumról

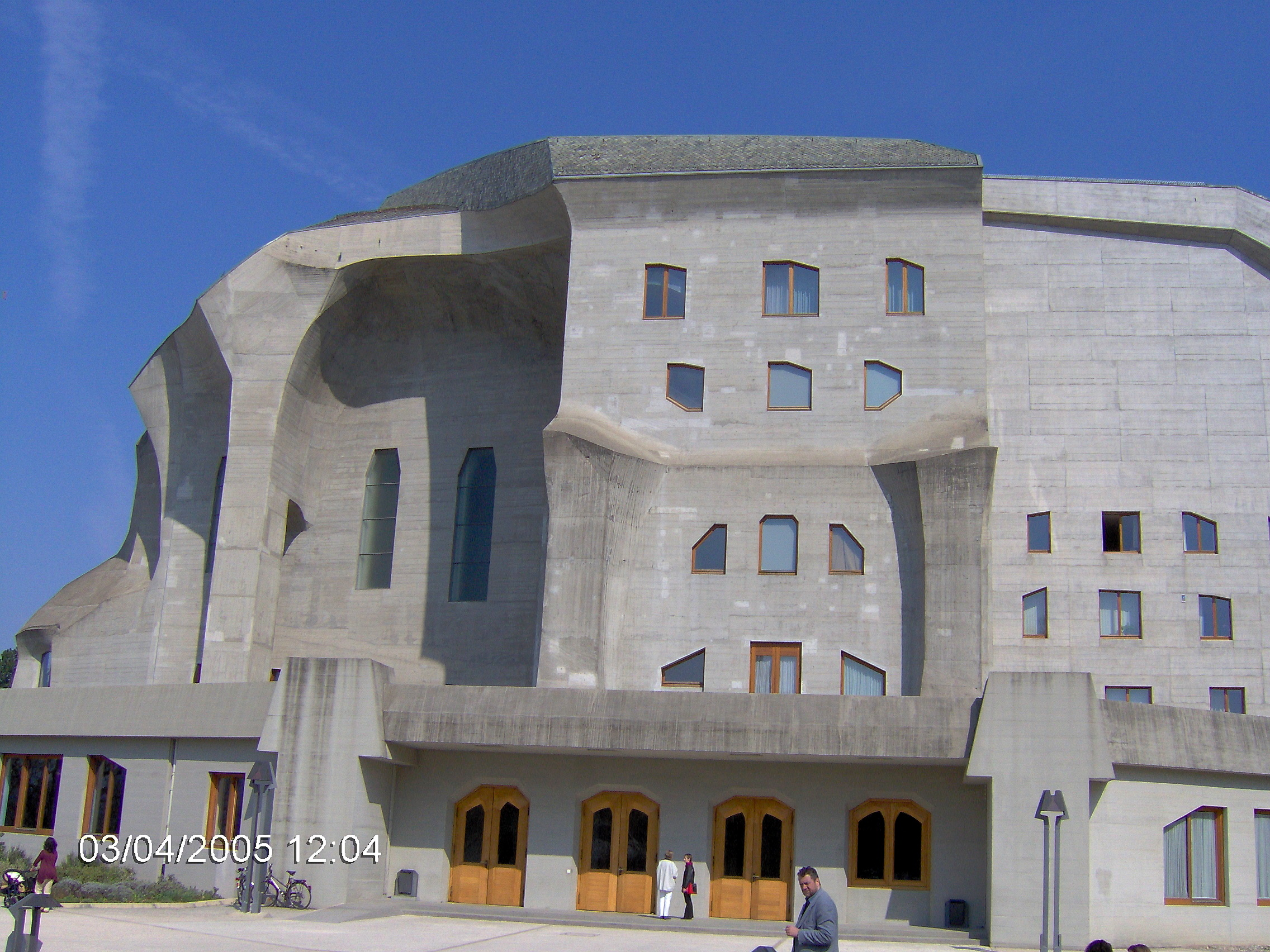
Déli látkép
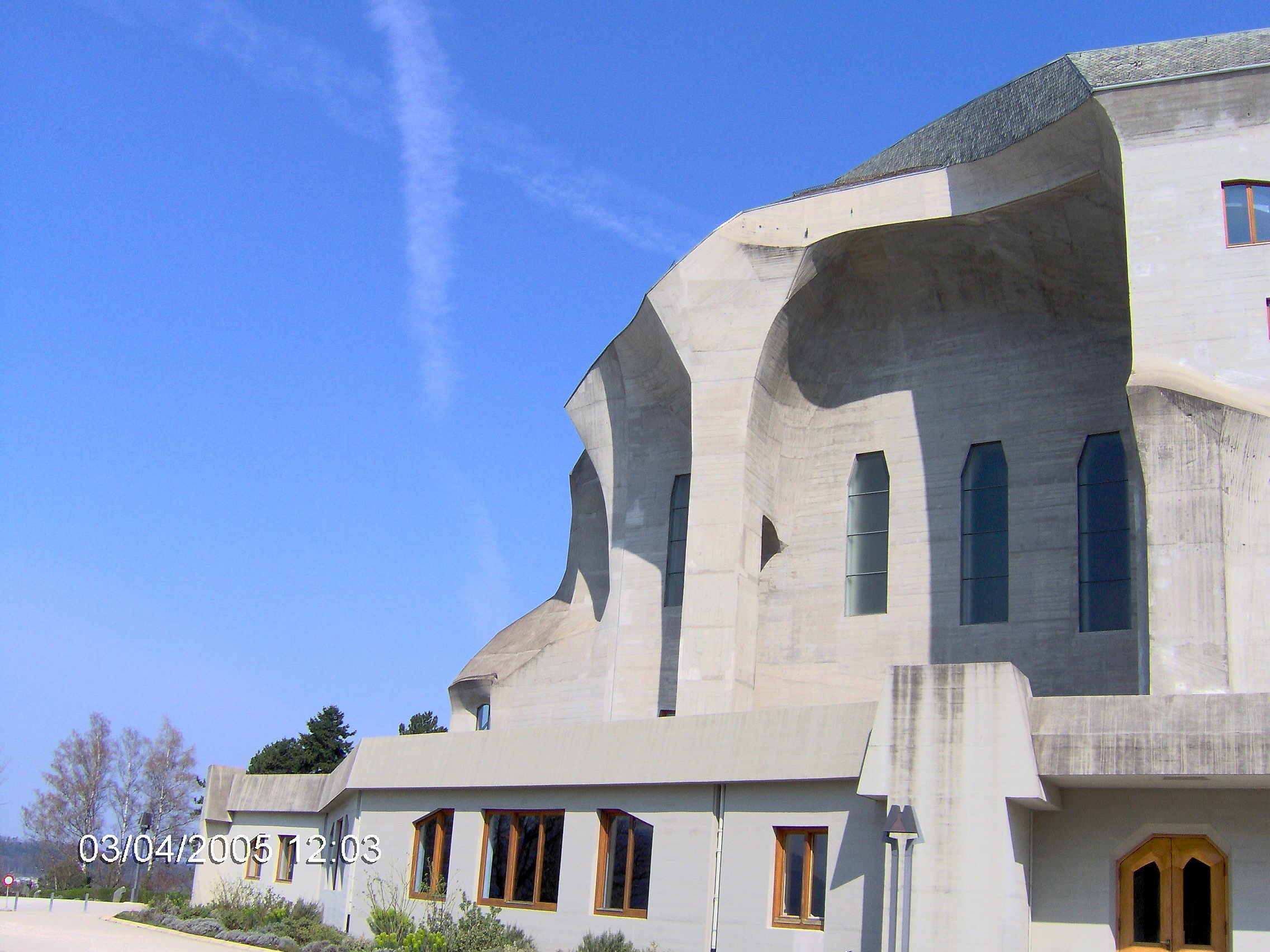
Déli látkép (részlet)
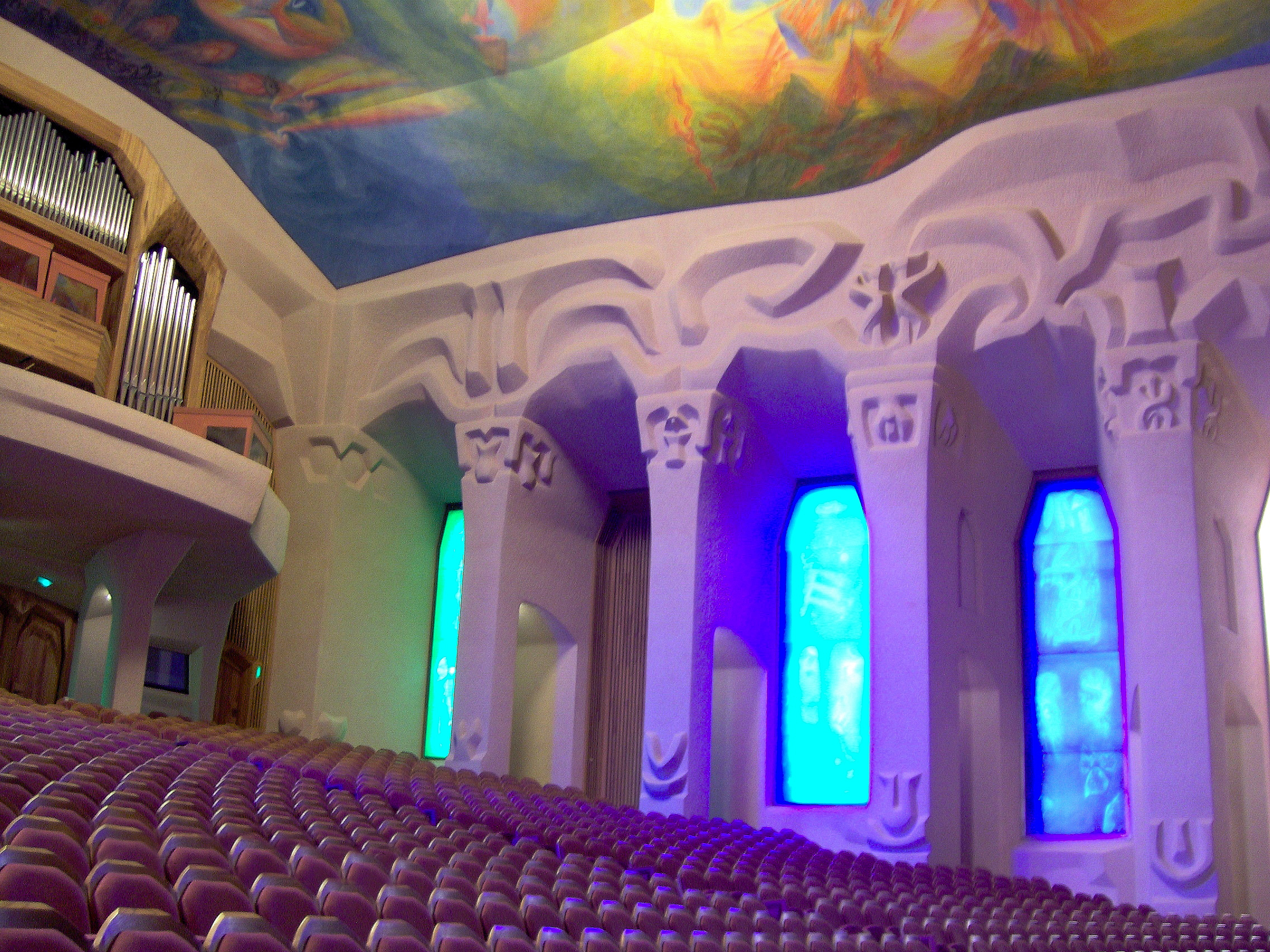
A Nagyterem
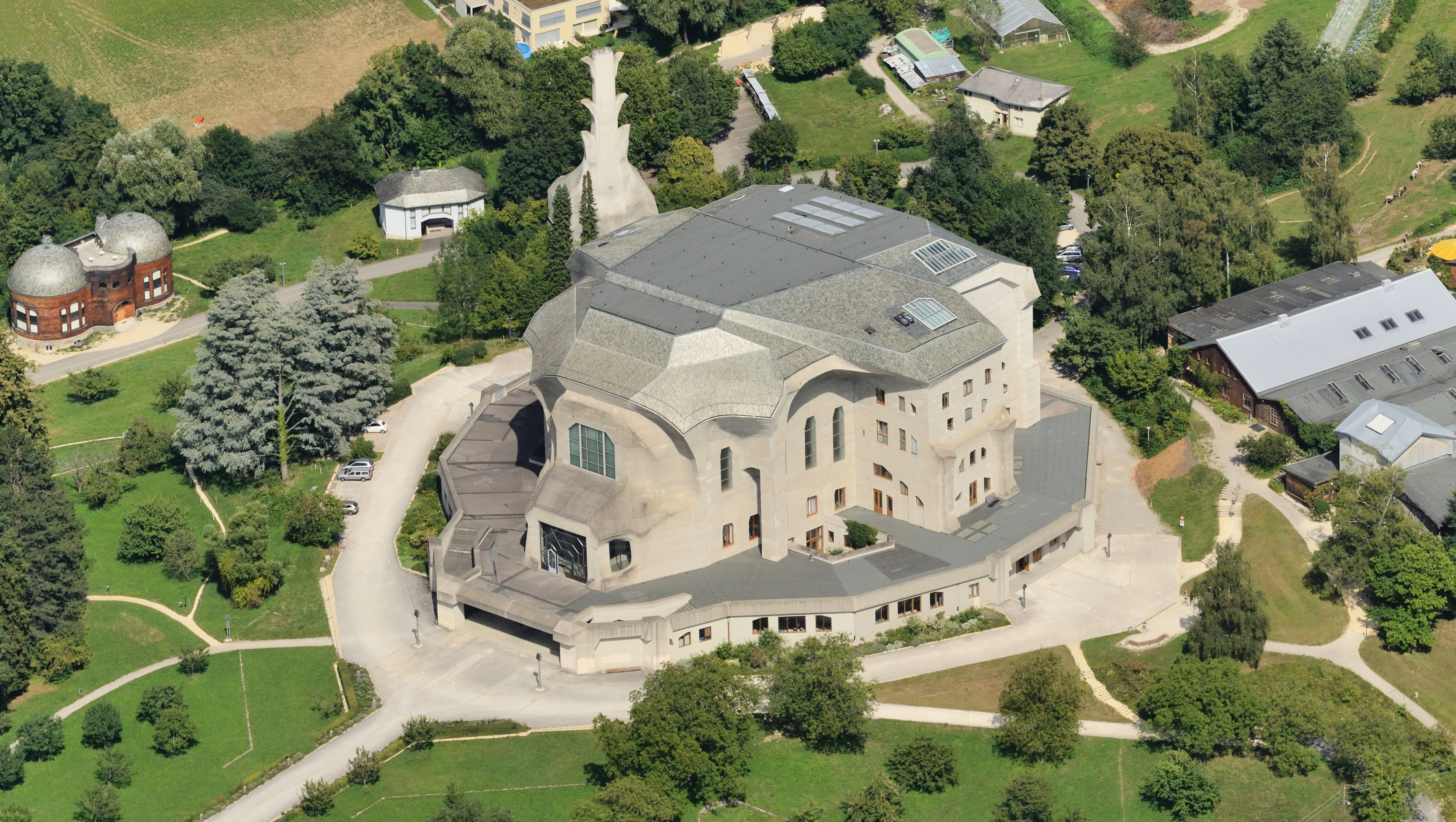
Légifelvételen

## Ajánlott irodalom
- Assia Turgenieff: Was wird mit dem Goetheanumbau geschehen? (1956)
- Thomas Meyer: A Goetheanum építésének története Archiválva 2007. szeptember 28-i dátummal a Wayback Machine-ben (részlet)
- Werner Kuhfuss: „Az, akit keresek…” Archiválva 2007. szeptember 28-i dátummal a Wayback Machine-ben (részlet)
- Hans Hasler: Das Goetheanum (2005)
- Goetheanum (2005)